# منع الحمل المناعي
منع الحمل المناعي هو استخدام الجهاز المناعي للحيوان لمنعه من تخصيب النسل. وسائل منع الحمل من هذا النوع غير متوفرة حاليًا للاستخدام البشري.
عادةً ما ينطوي الحمل المناعي على إعطاء لقاح يحرّض استجابة مناعية تكيفية تسبب حدوث العقم المؤقت لدى الحيوان. استخدِمت لقاحات منع الحمل في العديد من البيئات بهدف السيطرة على مجموعات الحياة البرية. على أي حال، يعتقد الخبراء في هذا المجال أنه لا تزال هناك حاجة لحدوث ابتكارات أساسية قبل أن يصبح منع الحمل المناعي شكلاً عمليًا من وسائل منع الحمل لدى البشر.
حتى الآن، ركّز الحمل المناعي على الثدييات بشكل حصري. لتثبيط المناعة عدة أهداف في التكاثر الجنسي للثدييات. يمكن تصنيفها إلى ثلاث فئات.
إنتاج الأمشاج
يجب أن تنتج الكائنات الحية التي تخضع للتكاثر الجنسي أولًا الأمشاج، وهي خلايا تحتوي على نصف العدد النموذجي من الكروموسومات لكل نوع. إن جهاز المناعة الذي يمنع إنتاج الأمشاج غالبًا ما يثبط الخصائص الجنسية الثانوية أيضًا وبالتالي فإنه يسبب تأثيرات مشابهة للإخصاء.
وظيفة الأمشاج
بعد إنتاج الأمشاج في التكاثر الجنسي، يجب أن يتحد اثنان من الأمشاج أثناء الإخصاب لتشكيل الزيجوت (الخلية الملقحة)، الذي يحتوي مرة أخرى على العدد النموذجي الكامل من الكروموسومات لكل نوع. إن الطرق التي تستهدف وظيفة الأمشاج تمنع حدوث هذا الإخصاب، وهي موانع حمل حقيقية.
محصول الأمشاج
بعد فترة وجيزة من الإخصاب، يتطور الزيجوت إلى جنين متعدد الخلايا يتطور بدوره إلى كائن حي أكبر. تحدث عملية الحمل هذه لدى الثدييات المشيمية داخل الجهاز التناسلي لأم الجنين. تؤدي المناعة التي تستهدف محصول الأمشاج إلى إجهاض الجنين أثناء وجوده داخل الجهاز التناسلي لأمه.

## الاستخدام الطبي
الحمل المناعي غير متاح حاليًا، ولكنه قيد الدراسة. 

### عوائق

#### تغير الاستمناع
حتى يكون مانع حمل مناعي ما مستساغًا للاستخدام البشري، يجب أن يحقق أو يتجاوز معدلات فعالية الأشكال الشائعة حاليًا من وسائل منع الحمل. حاليًا، يبلغ الحد الأقصى لخفض الخصوبة الناجم عن لقاحات الحيوانات المنوية في التجارب المخبرية على الفئران حوالي 75%. يرجع نقص الفعالية إلى تغير الاستمناع من حيوان إلى آخر. حتى عند تعرضها لنفس اللقاح بالضبط، فإن بعض الحيوانات تنتج كميات وفيرة من الأجسام المضادة لمولد الضد الموجود في اللقاح، بينما ينتج البعض الآخر عيارًا منخفضًا نسبيًا من الأجسام المضادة. في تجربة إبين التي حققت عقمًا بنسبة 100%، استخدِمت عينة صغيرة (9 قرود فقط)، وحتى في هذه العينة الصغيرة، أخرِج قردين من الدراسة لأنهم فشلوا في إنتاج عيار عالي بما فيه الكفاية من الأجسام المضادة.
لوحظ هذا الاتجاه -الفعالية العالية عندما تكون عيارات الأجسام المضادة أعلى من عتبة مقترنة بالتغير في عدد الحيوانات التي تصل إلى هذه العتبة- خلال أبحاث منع الحمل المناعي والتحكم بالنسل القائم على المناعة. وجدت دراسة طويلة الأمد على لقاح PZP في الغزلان استمرت 6 سنوات أن العقم مرتبط ارتباطًا مباشرًا بعيار الأجسام المضادة. كانت نتائج التجربة السريرية للمرحلة الثانية من لقاحات hCG ناجحة جدًا لدى النساء اللواتي كان لديهن عيار أجسام مضادة أعلى من 50 نانوغرام / مل، ولكن ضعيفة جدًا لدى اللواتي لديهن عيار أجسام مضادة أقل من هذه العتبة.

#### نقص المناعة المخاطية
إن المناعة المخاطية، التي تشمل الوظيفة المناعية للسبيل التناسلي الأنثوي، غير مفهومة بشكل جيد بصفتها مناعة خلطية. قد يمثّل هذا مشكلة لبعض لقاحات منع الحمل. على سبيل المثال، في تجربة الرئيسيات الثانية LDH-C4 التي كانت نتائجها سلبية، طورت جميع قرود المكاك الممنعة عيارًا عاليًا من الأجسام المضادة ضد LDH-C4 الموجود في مصل الدم، ولكن لم يتم العثور على أجسام مضادة ضد LDH-C4 في السوائل المهبلية لهذه القرود. إذا كانت الأجسام المضادة ضد LDH-C4 تمنع الإخصاب بالفعل، فإن هذه النتيجة توضح كيف أن اختلاف الوظيفة المناعية المخاطية عن المناعة الخلطية قد يكون بالغ الأهمية لفعالية لقاحات منع الحمل.

## الآثار السلبية
عندما تُثار استجابة مناعية، يكون هناك بعض الخطر لحدوث استجابة مناعية ذاتية. لذلك، عادة ما تبحث تجارب منع الحمل المناعي عن علامات أمراض المناعة الذاتية. أحد المخاوف المتعلقة بالتطعيم ضد المنطقة الشفافة (بالإنجليزية: zona pellucida)‏ على وجه الخصوص، هو أنه في بعض الحالات يبدو مرتبطًا بإمراضية مبيضية. على أي حال، لم يلاحظ حدوث مرض مبيضي في كل تجربة للتطعيم ضد المنطقة الشفافة، وعندما لوحظ، لم يكن دائمًا غير عكوس.

## إنتاج الأمشاج

### الهرمون المطلق لموجهة الغدد التناسلية
يُحفَّز إنتاج الأمشاج لدى كل من ذكور وإناث الثدييات بواسطة نفس الهرمونين: الهرمون المنبه للجريب والهرمون الملوتن (الهرمون المنشط للجسم الأصفر). يُحفَّز إنتاج هذين الهرمونين بدوره عن طريق تحرير هرمون واحد، وهو الهرمون المطلق لموجهة الغدد التناسلية، والذي كان محور معظم الأبحاث في مجال منع الحمل المناعي الذي يستهدف إنتاج الأمشاج. يفرز الوطاء الهرمون المنبه للجريب والهرمون الملوتن على شكل نبضات، ويسافر إلى الغدة النخامية الأمامية من خلال الجهاز الوريدي البابي. يحفز هناك إنتاج الهرمون المنبه للجريب والهرمون الملوتن. ينتقل هذان الهرمونان عبر الدورة الدموية العامة ويحفزان عمل الغدد التناسلية، بما في ذلك إنتاج الأمشاج وإفراز الهرمونات الستيروئيدية الجنسية. وبالتالي، فإن المناعة ضد الهرمون المطلق لموجهة الغدد التناسلية تقلل من إنتاج كل من الهرمون المنبه للجريب والهرمون الملوتن مما يؤدي بدوره إلى إضعاف إنتاج الأمشاج والخصائص الجنسية الثانوية.
رغم أنه من المعروف أن المناعة ضد الهرمون المطلق لموجهة الغدد التناسلية لها تأثيرات مانعة للحمل لبعض الوقت، لم تستخدم في تطوير العديد من اللقاحات التجارية إلا في بدايات القرن الواحد والعشرين. Equity® Oestrus Control هو لقاح ضد الهرمون المطلق لموجهة الغدد التناسلية يسوَّق لاستخدامه لدى الخيول المحلية غير المتكاثرة. Repro-Bloc هو لقاح ضد الهرمون المطلق لموجهة الغدد التناسلية يسوَّق لاستخدامه لدى الحيوانات الأليفة بشكل عام. Improvac® هو أيضًا لقاح ضد الهرمون المطلق لموجهة الغدد التناسلية يسوَّق لاستخدامه لدى الخنازير ليس كوسيلة لمنع الحمل، ولكن كبديل للإخصاء الجسدي للسيطرة على رائحة الخنازير غير المخصاة عند طبخها. على عكس المنتجات الأخرى التي يسوَّق لاستخدامها لدى الحيوانات الأليفة،GonaCon™  هو لقاح ضد الهرمون المطلق لموجهة الغدد التناسلية طُوِّر كمبادرة من وزارة الزراعة الأمريكية لاستخدامه في التحكم بالحياة البرية، وخاصة الغزلان. استخدِم GonaCon أيضًا بشكل تجريبي للسيطرة على حيوانات الكنغر في أستراليا.

## وظيفة الأمشاج
إن شكل التكاثر الجنسي الذي تمارسه معظم الثدييات المشيمية متباين، ويتطلب جود نوعين من الأمشاج المتباينة والمتغايرة، بحيث ينتج كل فرد أحد نوعي الأمشاج. الأمشاج الأصغر هي خلية الحيوان المنوي وينتجها ذكور النوع. الأمشاج الأكبر هي البويضة، وتنتجها إناث النوع. بموجب هذا المخطط، يتطلب حدوث الإخصاب وجود اثنين من الأمشاج، واحد من فرد من كل جنس. ركز منع الحمل المناعي الذي يستهدف الأمشاج الأنثوية على المنطقة الشفافة. شمل منع الحمل المناعي الذي يستهدف الأمشاج الذكرية على العديد من المستضدات المختلفة المرتبطة بوظيفة الحيوانات المنوية.

### المنطقة الشفافة
المنطقة الشفافة هي غشاء بروتيني سكري يحيط بالغشاء البلازمي للبويضة. وظيفة المنطقة الشفافة الرئيسية في التكاثر هي تقييد الحيوانات المنوية. تسبب المناعة ضد المنطقة الشفافة أن ينتج الحيوان أجسامًا مضادة تكون مرتبطة بالمنطقة الشفافة. لذلك، عندما يصادف حيوان منوي ما بويضة في حيوان ممنّع ضد المنطقة الشفافة، لا يمكن للحيوان المنوي أن يلتصق بالبويضة لأن المنطقة الشفافة تشغلها الأجسام المضادة. لذلك لا يحدث إخصاب.

#### البحث المبكر
في سبعينيات القرن العشرين، بدأ باحثون في جامعة تينيسي بالعمل على المناعة ضد المنطقة الشفافة مما أدى إلى تحديدها كمستضد مستهدف لمنع الحمل المناعي. إن ملاءمة المنطقة الشفافة هي نتيجة كونها ضرورية للتخصيب وتحتوي على مستضد واحد على الأقل يكون نوعيًا للأنسجة وليس نوعيًا للأنواع. تشير نوعية الأنسجة إلى أن المناعة ضد المنطقة الشفافة لن تؤثر على الأنسجة الأخرى الموجودة في جسم الحيوان الممنّع. يشير غياب النوعية للأنواع إلى أن المنطقة الشفافة المأخوذة من حيوانات من نوع ما سوف تحرض استجابة مناعية لدى حيوانات الأنواع الأخرى، مما يجعل مستضدات المنطقة الشفافة متاحة بسهولة، حيث يمكن أخذ المنطقة الشفافة من حيوانات المزرعة.

#### شركة زوناجين
عام 1987، بدأت شركة أدوية تسمى زوناجين أعيدت تسميتها لاحقًا باسم ريبروس للمستحضرات الدوائية بهدف تطوير لقاحات المنطقة الشفافة كبديل للتعقيم الجراحي للحيوانات الأليفة، وفي النهاية كوسيلة منع حمل للاستخدام البشري. ستستند المنتجات إلى البحث الذي أجري في كلية بايلور للطب بواسطة بوني إس دنبار بتمويل من شركة زوناجين. على أي حال، انتهت العلاقة بين زوناجين وبوني دنبار بشكل حاد عام 1993. على الرغم من الادعاءات في وقت لاحق من ذلك العام بأن تطوير لقاح منع الحمل كان وشيكًا ووجود اتفاق مع شركة شيرينغ إيه جي لتمويل التطوير المشترك للقاح منع حمل للاستخدام البشري، لم يُنتَج أي لقاح متوفر تجاريًا، وأنهيت الاتفاقية مع شركة شيرينغ بعد أن كانت الدراسات على الرئيسيات مخيبة للآمال. ستستمر الشركة في متابعة مشاريع أخرى وإعادة تسميتها.

#### تطبيق للسيطرة على الحياة البرية
في أواخر ثمانينيات القرن العشرين أيضًا، بدأ البحث في استخدام اللقاحات القائمة على المنطقة الشفافة التي تؤخذ من الخنازير بغرض التحكم بالحياة البرية. اختبرت لقاحات المنطقة الشفافة للخنازير (PZP) على الخيول الأسيرة والمنزلية عام 1986، وكانت النتائج مشجعة. أدى ذلك إلى أول تجربة ميدانية ناجحة للقاحات منع الحمل مع الحياة البرية، والتي فحصت لقاحات PZP المستخدمة على الخيول البرية الموجودة في شاطئ جزيرة Assateague عام 1988. جرى الحفاظ على النتائج الناجحة للتجربة الميدانية من خلال تطعيمات سنوية داعمة.
بعد نجاح التجارب على الخيول، أظهرت التجارب الأولية التي أجريت على الحيوانات الأسيرة نتائج واعدة لاستخدام لقاحات PZP لدى الأيول بيضاء الذيل والأفيال الأفريقية. أدى هذا إلى تجارب ميدانية ناجحة للقاحات PZP لدى الأيول ذات الذيل الأبيض في معهد سميثسونيان لبيولوجيا الحفظ في بلدة فرونت رويال بولاية فرجينيا من سبتمبر 1992 إلى سبتمبر 1994، ولدى الأفيال الأفريقية في متنزه كروغر الوطني في جنوب أفريقيا عام 1996.
نتيجة لهذه النجاحات، أصبح لقاح PZP الشكل الأكثر شيوعًا لمنع الحمل المناعي لدى الحياة البرية. اعتبارًا من عام 2011، تعالج الآلاف من الحيوانات بلقاح PZP كل عام، بما في ذلك 6 أنواع مختلفة من الحياة البرية في 52 موقعًا مختلفًا و76 نوعًا غريبًا أسيرًا في 67 حديقة حيوان مختلفة.